# Kay Wenschlag
Kay Wenschlag (* 25. Februar 1970 in Berlin) ist ein ehemaliger deutscher Fußballspieler (Abwehrspieler) und Fußballtrainer.

## Karriere
Kay Wenschlag wuchs in Berlin auf und wurde im Nachwuchs des BFC Dynamo ausgebildet und spielte anschließend schon in jungen Jahren bei Rotation Berlin in der DDR-Liga. 1989 wagte er den Sprung zur BSG Stahl Brandenburg in die DDR-Oberliga. Hier wurde er aber nur fünf Mal eingewechselt und bestritt ein FDGB-Pokalspiel. 1991 wurde er von Werder Bremen verpflichtet. Er gehörte 1993 zum Bremer Meisterkader, kam aber in der besagten Saison zu keinem Einsatz. Wenschlag wechselte 1993 zum damaligen Zweitligisten Hansa Rostock und 1995 zu Energie Cottbus. Für beide Vereine kam er je einmal zu einem Zweitligaeinsatz. Ab 1998 spielte er für VfL Osnabrück und wurde mit dem Verein 1999 Meister der Regionalliga Nord. In seiner ersten Saison überzeugte er als Libero und war Garant für die Defensivstärke der Lila-Weißen. Nachdem man Meister in der Regionalliga Nord wurde, verlor man das entscheidende Aufstiegsspiel allerdings gegen den Chemnitzer FC. Auch die Play-off-Runde konnte der VfL nicht erfolgreich bestreiten. In der folgenden Saison verlor Wenschlag aufgrund von Verletzungen seinen Stammplatz und kam auch in der Saison 2000/01 in der 2. Bundesliga nur 17 Mal zum Einsatz. 2001 bestritt er für Holstein Kiel in der Regionalliga Nord 26 Einsätze, ab 2002 spielte er für den niedersächsischen Landesligisten FC Schüttorf 09 und ließ dort seine Karriere ausklingen.
Nach dem Ende seiner Laufbahn als Profifußballer absolvierte Wenschlag eine Berufsausbildung zum Fachangestellten für Bäderbetriebe.
Als Fußballtrainer führte Wenschlag die A1-Jugend des FC Schüttorf 09 in der Saison 2009/10 zur Vizemeisterschaft der Bezirksliga Weser-Ems. In der Saison 2010/11 erreichte er mit der Mannschaft den ersten Platz und den Aufstieg in die Landesliga. Von 2012 bis 2014 war er Trainerassistent bei der 1. Mannschaft des FC 09 in der Bezirksliga III Weser-Ems.